# Klings
Klings ist ein Ortsteil der Stadt Kaltennordheim im Landkreis Schmalkalden-Meiningen in Thüringen.

## Geografie

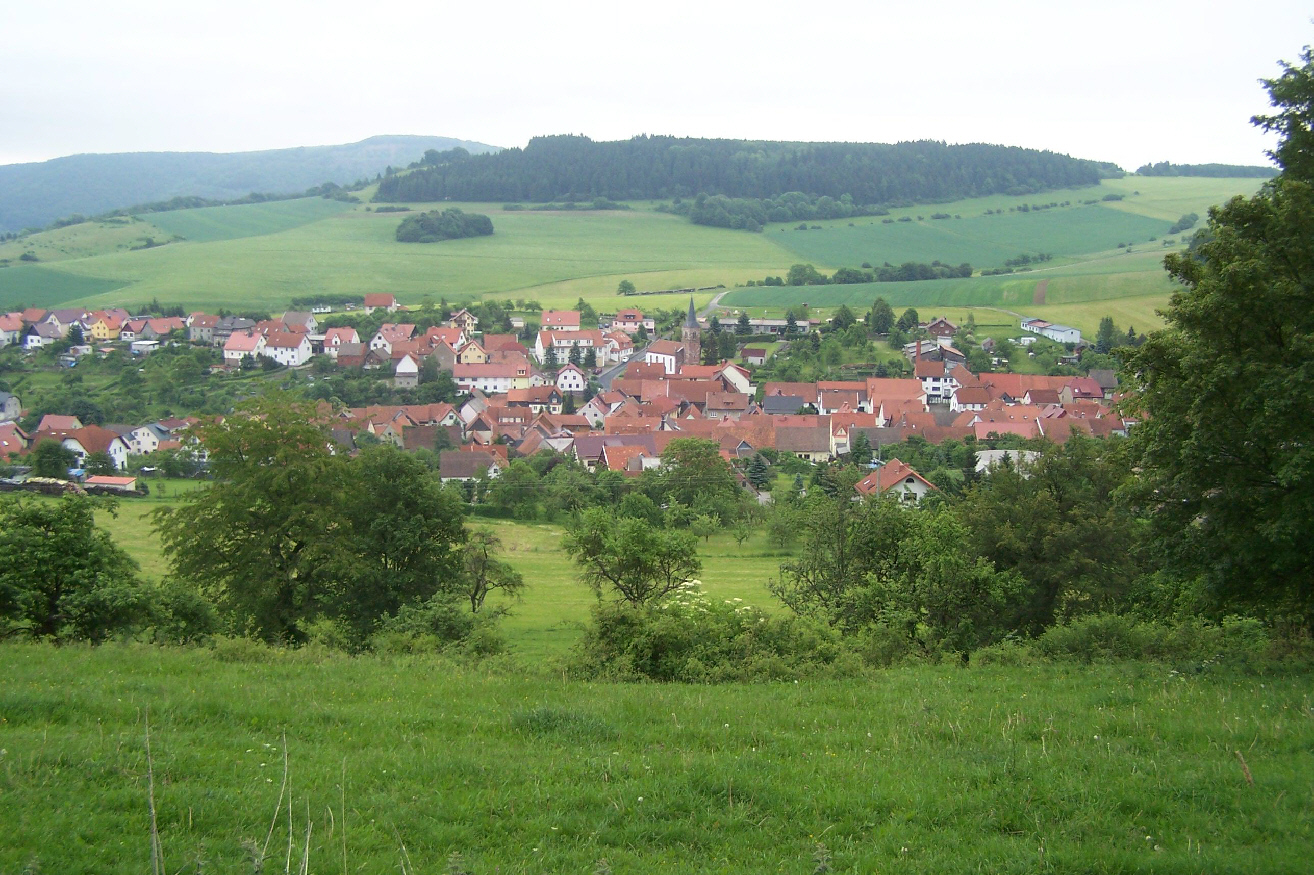
Blick auf Klings von Norden

### Geografische Lage
Klings befindet sich im südlichen Teil der Thüringischen Rhön, auch Vordere Rhön genannt, und gehört zum Biosphärenreservat Rhön.

### Berge
Die Landschaft um Klings wird durch die Berge und Täler der Vorderen Rhön bestimmt. Als höchster Punkt der Gemeinde gilt der Pinzler (661 m ü. NN). Bemerkenswert sind auch die Berge und Hügel Sauergehäu (658,9 m ü. NN), Windberg (608,3 m ü. NN) und Höhn (510 m ü. NN).

### Geologie
Zwischen Höhn und dem teilweise abgetragenem Berg Altvater liegt nördlich von Klings ein Basaltvorkommen namens Klings-Maar. Das Vorkommen entstand vor ca. 19,6 Millionen Jahren durch eine vulkanische Eruption. Dort befindet sich ein Basaltabbaubetrieb.

### Flüsse
Vom Ortsnamen Klings wurde einst der Gewässername Klingser Bach abgeleitet; der etwa 3000 m lange Quellbach mündet bei Diedorf in die Felda. Die Wasserführung des Klingser Bachs war ausreichend, um die am Nordrand des Orts befindliche Lindenmühle und die einstige Kirschmühle betreiben zu können.

## Geschichte

### Ur- und Frühgeschichte

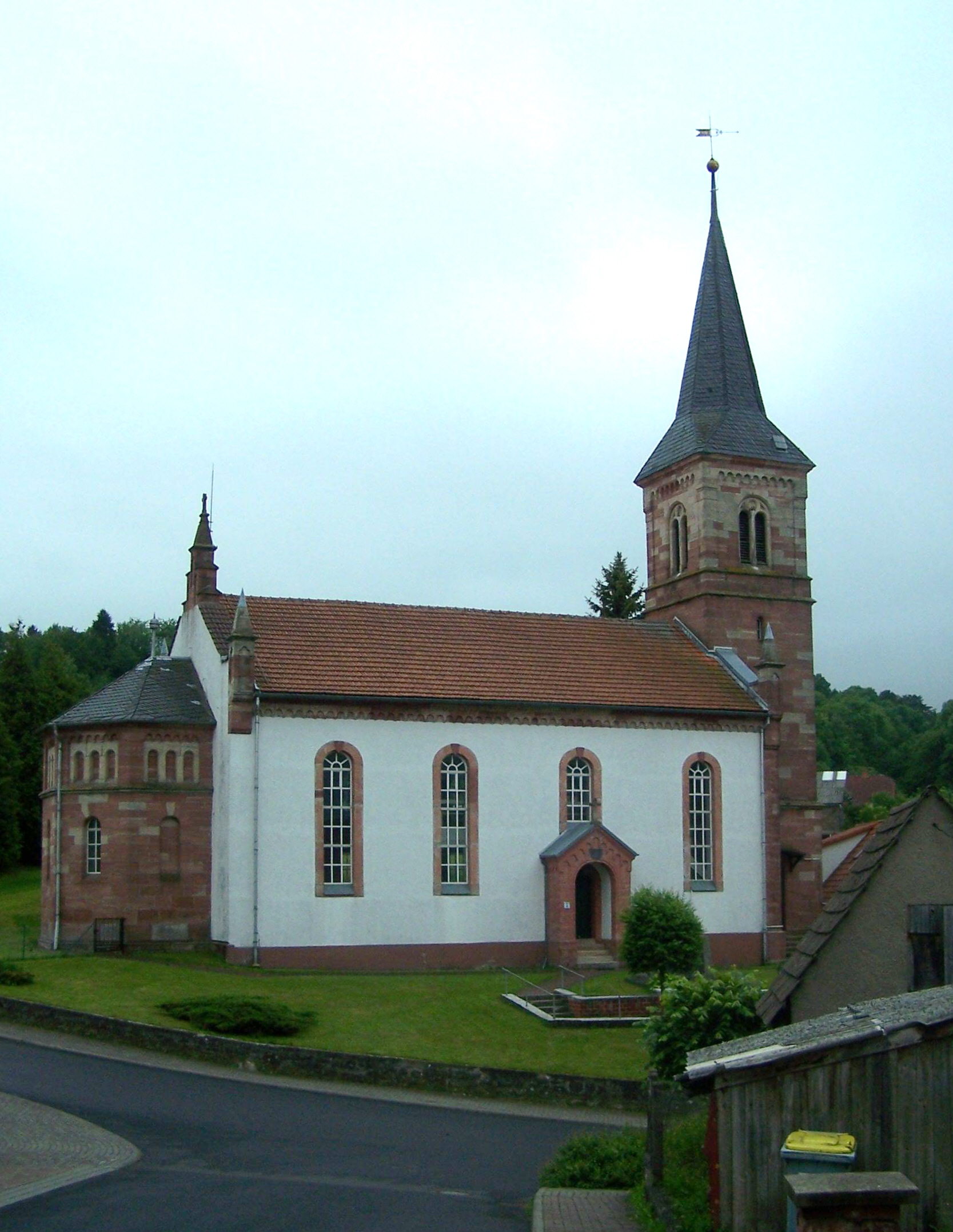
Die Kirche

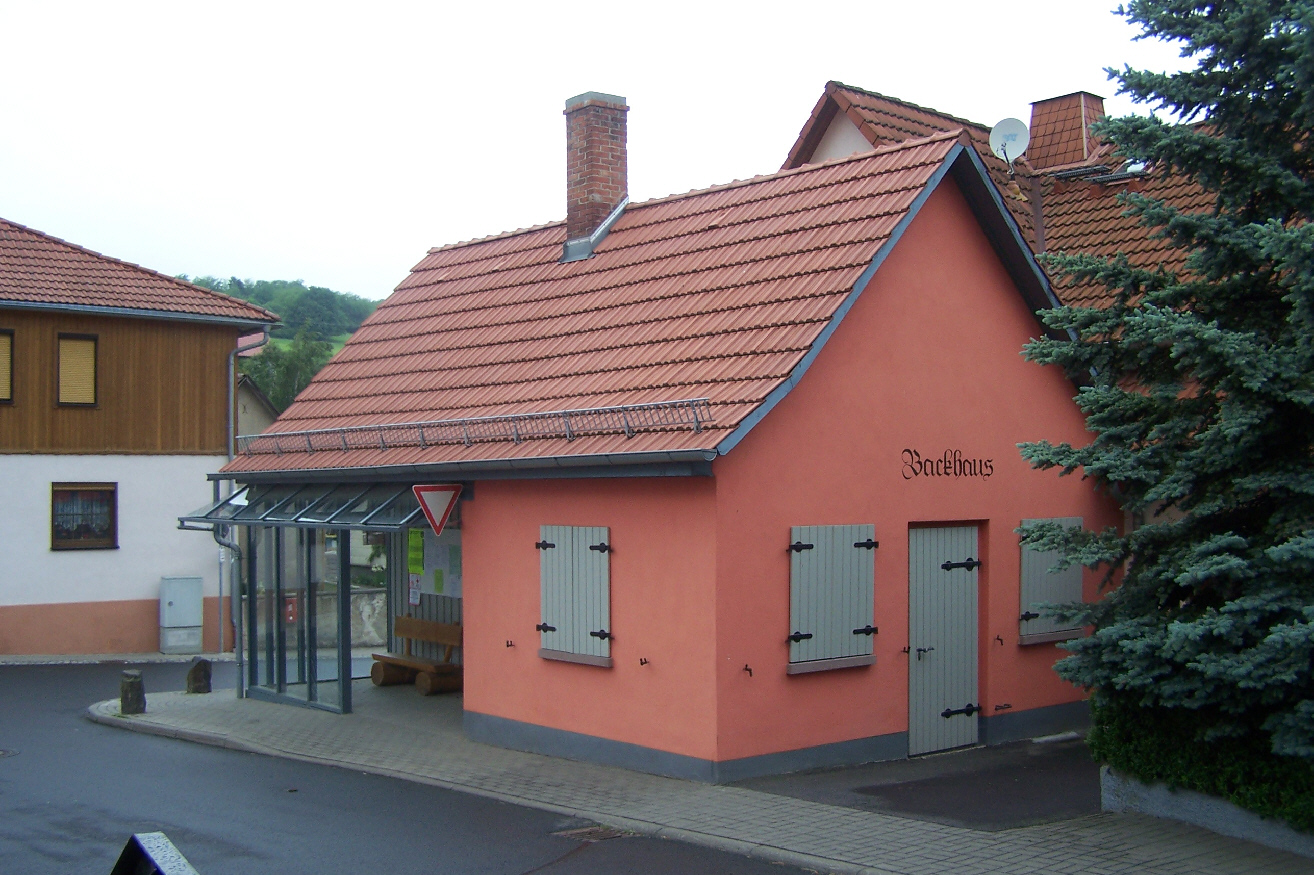
Das Backhaus

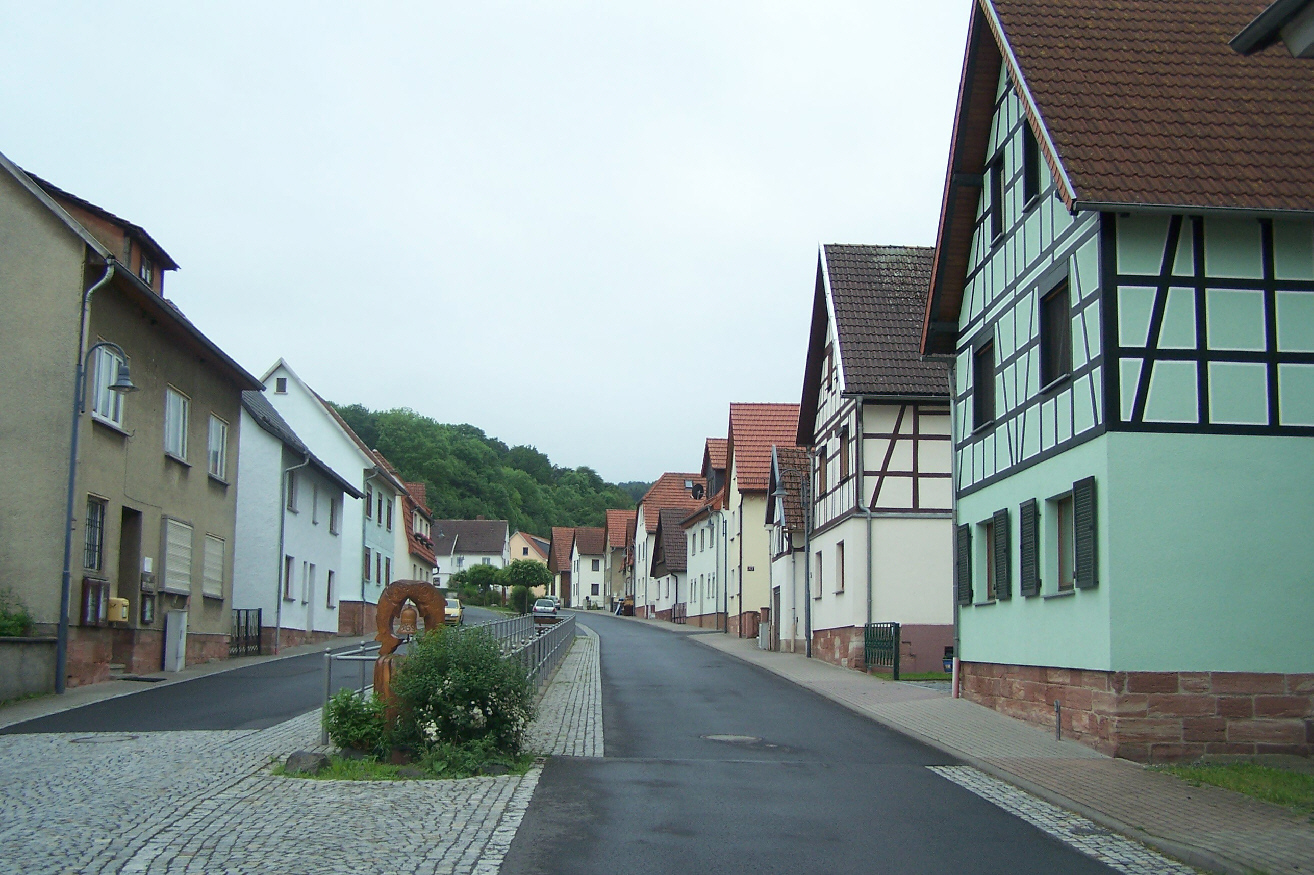
Im Ortszentrum

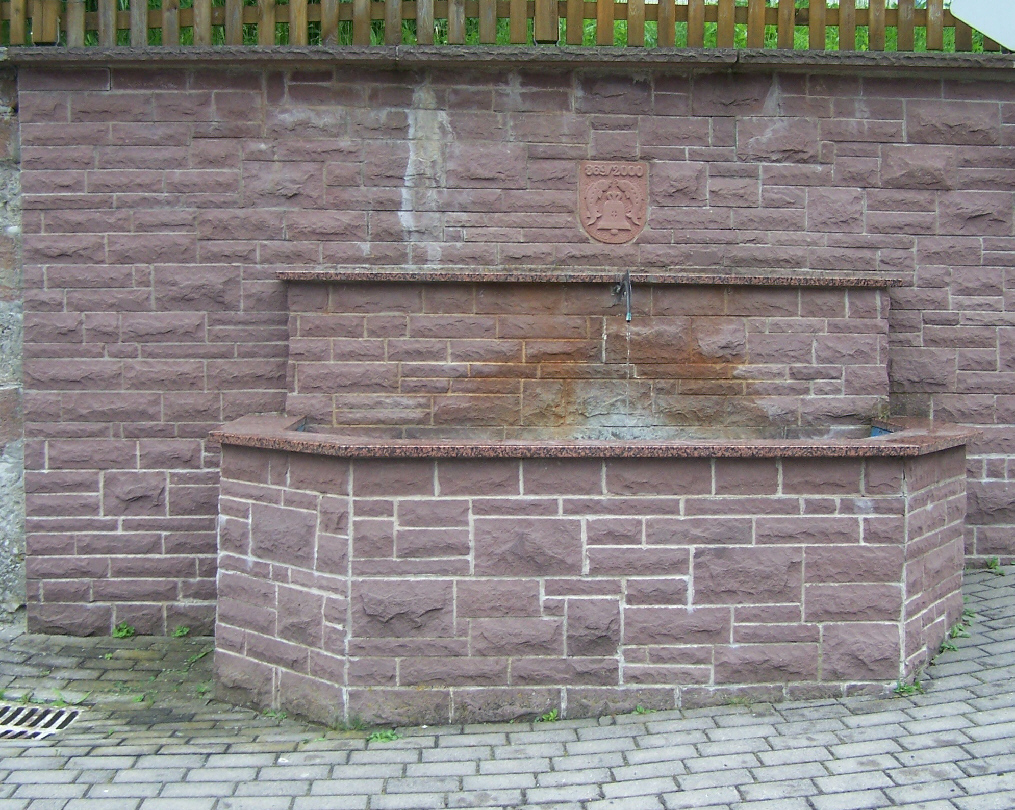
Ein Brunnen vor der Schule

Bereits vor 3000 Jahren, in der Mittleren Bronzezeit, siedelten Menschen der „Fulda-Werra-Gruppe“ im Gebiet von Klings und Diedorf, wie Bodenfunde aus dem Jahr 1928 am Windberg bestätigen. Ihnen folgten keltische Siedler, welche die Rhön mit mächtigen Befestigungsanlagen überzogen, darunter auch die Wallburg auf dem Umpfen bei Diedorf.

### Mittelalter
Der Ort Klings gehörte im Frühmittelalter zum fränkischen Gau Tullifeld. Zunächst gehörte das Feldatal zum Einflussgebiet des Bistums Würzburg, doch schon nach 1100 wurde die Reichsabtei Fulda in diesem Gebiet zum Territorialherren. Bereits 869 wurde dem Kloster Fulda eine Hufe „in Clingison“ geschenkt. Klings gehörte zunächst zum Gericht Dermbach, ab 1300 zum Burgbezirk der fuldischen Burg Fischberg, die sich auf dem Berg Höhn befand. Zu dieser Zeit führte eine wichtige Handelsstraße von Fulda über Diedorf nach Schmalkalden. Fürstabt Heinrich VI. von Hohenberg veranlasste um 1325 den weiteren Ausbau des Fischbergs zum Amtssitz; schon 1398 wurde das Amt Fischberg als Pfand benutzt. Es kam so ab 1511 an die henneberger Grafen. 1512 wurde Fischberg in einer Fehde durch den Ritter Ernst von Brandenstein erobert.
Auch andere Mächte übten ihren Einfluss aus. 1334 verkauften die Herren von Frankenstein Besitz in Klingsen, die für sie der Ritter Johann von Buttlar als Lehen bewirtschaftete, an das Bistum Würzburg. In einer Fehde gegen die Grafen von Henneberg wurden Klings und die Nachbarorte Ober- und Unteralba bei Dermbach von einem Reitertrupp unter Beteiligung der Ritter von Hausen, von Hopfgarten und von Herbilstatt überfallen, geplündert und niedergebrannt.

### Frühe Neuzeit
Dem direkten Einfluss des Fuldaer Klosters entfremdet wurde schon 1550 in der Umgegend von Tann die Reformation durchgeführt. Ein Erdrutsch oder Bergsturz trug sich 1561 bei Klings zu; darüber informiert ein zeitgenössisches Flugblatt. Schwer wurde der Ort im Dreißigjährigen Krieg mitgenommen: 1631 hatte Klings 60 Wohnhäuser und 65 Einwohner, nach dem Krieg (1659) zählte man nur noch 25 Wohnhäuser und 26 Einwohner.
Als Teil der hennebergischen Erbmasse ging das Amt Fischberg an das Herzogtum Sachsen. 1707 erhielt die Abtei Fulda das Amt Fischberg zurück und begann sofort einen Prozess der Rekatholisierung; dabei spielten die 1718 im Nachbarort errichtete Propstei Zella und das neu geschaffene Kloster in Dermbach eine bedeutende Rolle.

### 19. Jahrhundert
Im Jahre 1803 brachte der Reichsdeputationshauptschluss die Auflösung der geistlichen und reichsritterschaftlichen Territorien in der Rhön. Im Ergebnis entstand das Großherzogtum Frankfurt. Mit den territorialen Veränderungen nach dem Wiener Kongress von 1814/15 wurde das Dermbacher Gebiet wieder Teil des Eisenacher Oberlandes und gelangte 1815 an das Großherzogtum Sachsen-Weimar-Eisenach, Amtsgerichtsbezirk Kaltennordheim.
1879 wurden, basierend auf der Volkszählung von 1875, erstmals statistische Angaben zum Ort publiziert. Klings hatte in diesem Jahr 76 Wohnhäuser mit 384 Einwohnern. Die Größe der Flur betrug 580,5 ha, davon Höfe und Gärten 5,3 ha, Wiesen 194,6 ha, Ackerfläche 208,8 ha, Wald 35,3 ha, Teiche, Bäche und Flüsse 0,12 ha. Auf Wege, Triften, Ödland und Obstbauplantagen entfielen 136,2 ha. Das Dorf hatte einen Viehbestand von 12 Pferden, 226 Rindern, 116 Schafen, 57 Ziegen und 24 Schweinen. Durch einen Großbrand im Jahre 1874 wurde das Dorf zu 70 Prozent zerstört. Die heutige Kirche wurde 1802 erbaut. Die landwirtschaftlichen Erträge waren wegen der rauen klimatischen Bedingungen und der steinigen Böden gering, daher wurde die Weidewirtschaft bevorzugt. Im Ort wurde im 19. Jahrhundert auch die Leineweberei betrieben. Nördlich vom Ort wurden am Höhn ein Steinbruch und eine Kiesgrube angelegt. Der Bau der Feldabahn ermöglichte einen gewissen wirtschaftlichen Aufschwung.

### DDR-Zeit
Bei den Verwaltungsreformen in den Jahren 1950 und 1952 wurde der Ort Klings in den Bezirk Suhl und den neu geschaffenen Kreis Bad Salzungen eingegliedert. Während der DDR-Zeit befand sich die Gemeinde im Sperrgebiet an der Grenze zur Bundesrepublik Deutschland und war somit von den Umlandbewohnern nur mit Passierschein zu erreichen. Im Ort wurde eine LPG eingerichtet.

### Gegenwart
2013 wurde Klings nach Kaltennordheim eingemeindet, die Verwaltungsgemeinschaft Oberes Feldatal wurde gleichzeitig aufgelöst.
Im Zuge der Gebietsreform in Thüringen strebte die Stadt Kaltennordheim die Eingemeindung der südlichen Nachbargemeinden Aschenhausen, Kaltensundheim, Kaltenwestheim, Melpers, Oberkatz und Unterweid zum 1. Januar 2019 an und nahm dafür einen Wechsel aus dem Wartburgkreis in den Landkreis Schmalkalden-Meiningen in Kauf, der mit dem Inkrafttreten des Zweiten Gesetzes zur freiwilligen Neugliederung kreisangehöriger Gemeinden zum 1. Januar 2019 vollzogen wurde.

### Wappen
Das Wappen wurde vom Heraldiker Uwe Reipert gestaltet.

## Religion
Gemäß Zensus 2011 sind 70 % der Einwohner von Klings evangelisch, nur 3 % katholisch. Die evangelisch-lutherische Kirchengemeinde Klings gehört zum Pfarrbereich Kaltennordheim im Kirchenkreis Bad Salzungen-Dermbach der Evangelischen Kirche in Mitteldeutschland. Für die wenigen Katholiken ist die Pfarrei Mariä Himmelfahrt in Zella/Rhön, Bistum Fulda, zuständig.

## Sehenswürdigkeiten
- Dorfkirche, 1879 erbaut
- Heimatstube Klings
- Burgruine Fischberg: Auf dem Höhn befand sich die Burg Fischberg, deren Reste zuletzt 1993 archäologisch untersucht wurden, da dieser Berg durch den Steinbruchbetrieb abgetragen wird. Die Burg soll bereits im Bauernkrieg zerstört worden sein.[12]
- eine Schnitzwerkstatt im Ort und mehrere Dorfbrunnen
- die Hexenlinde, ein bemerkenswerter Baum auf der Landesgrenze und markanter Aussichtspunkt (646,8 m ü. NN): Der Sage nach wurde hier ein verirrter Musikant von einer Gruppe Hexen betrogen. Die über dreihundert Jahre alte Holländische Linde wurde 1957 als Naturdenkmal ausgewiesen.[13]
- Basaltsteinbruch, geologischer Aufschluss
- Schnitzereien in der Dorfmitte

## Wirtschaft und Infrastruktur

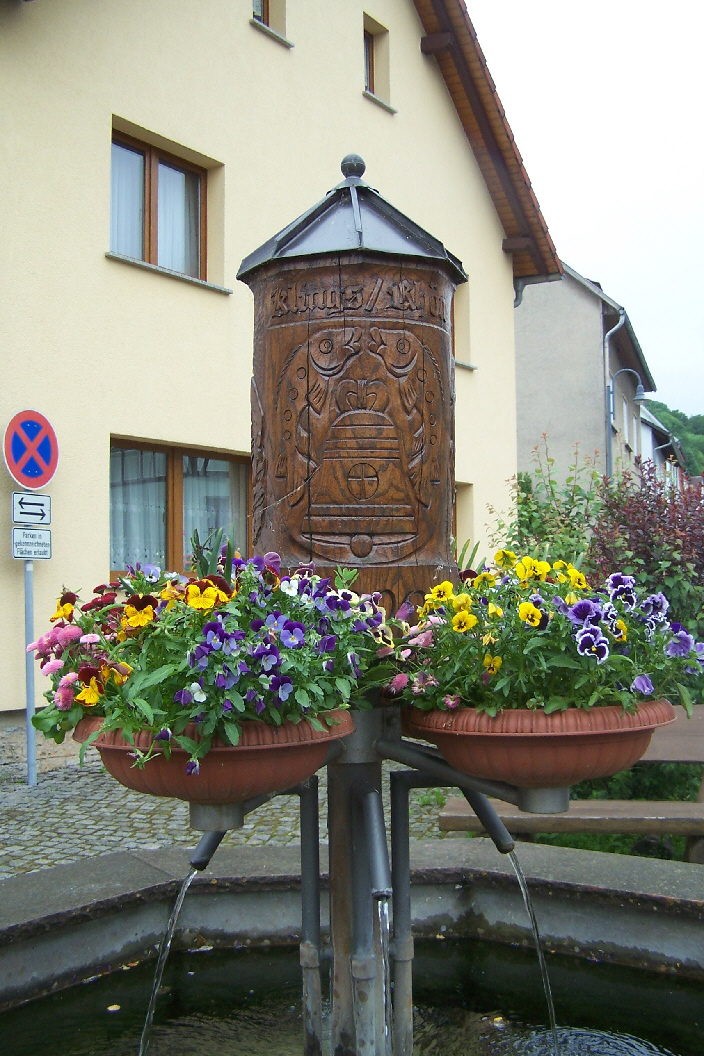
Holzschnitzereien

Die Einwohner der Gemeinde Klings arbeiten überwiegend in den Betrieben der Umlandgemeinden. Größter Arbeitgeber vor Ort ist der Steinbruchbetrieb am Höhn, wo Basalt abgebaut wird. Bereits die Hälfte des Berges ist so verschwunden. Am südlichen Ortsrand befinden sich die Gebäude und Stallungen einer Agrargenossenschaft. Im Ort ist eine Schnitzwerkstatt ansässig.

### Verkehr

#### Straßenverkehr
Durch den 1,6 km entfernten Nachbarort Diedorf verläuft die B 285 im Abschnitt Dorndorf – Dermbach-Diedorf – Kaltennordheim.

#### Schienenverkehr
Der Betrieb der Feldabahn wurde 2003 eingestellt, und 2008 wurde mit dem Rückbau der Gleisanlage begonnen. Die nächstgelegenen Bahnhöfe befinden sich jetzt in der Kreisstadt Bad Salzungen und östlich in Wasungen, jeweils im Streckennetz der Süd-Thüringen-Bahn.

#### Busverkehr
Das Verkehrsunternehmen Wartburgmobil bindet den Ort mit seiner Linie 133 Richtung Dermbach und Kaltennordheim an.